# クルト・ベーメ
クルト・ベーメ（Kurt Böhme、1908年5月5日 - 1989年12月20日）は、ドイツ出身のバス歌手。

## 来歴
ドレスデン音楽大学で学んだ後、1930年にバウツェンの劇場で上演された『魔弾の射手』でカスパーと隠者の一人二役を演じてデビューした。同年、『ラインの黄金』のファーフナー役でドレスデンのゼンパー・オーパーにもデビューし、1949年までアンサンブルメンバーとして活躍した。1949年、バイエルン国立歌劇場と1955年にウィーン国立歌劇場と契約、ザルツブルク音楽祭やバイロイト音楽祭の常連となっていった。メトロポリタン歌劇場やコロン劇場等、国際的にもその活躍の場を拡げ、1966年には来日し、第9回大阪国際フェスティバル1966主催により、リヒャルト・シュトラウス『ばらの騎士』オックス男爵をフェスティバルホールと東京文化会館で務めている。
巧みな演技と安定感のある豊かな声量によって完成された表現力をもっていたオペラ歌手であり、地味ながらも20世紀におけるドイツの代表的バス歌手の一人であった。
1985年に妻が急死したことを機会に、事実上引退した。
1989年に心不全のためミュンヘンで逝去。81歳没。

## レパートリー
オペラブッファからワーグナーの楽劇まで、120余の幅広いレパートリーを誇るが、『ばらの騎士』においてオックス男爵を500回以上、『魔弾の射手』のカスパールは350回以上演じている。
また、現代作品の初演にも多く係わっている。

### 主なレパートリー
- R・シュトラウス『ばらの騎士』オックス男爵
- ウェーバー『魔弾の射手』カスパー
- ワーグナー『ラインの黄金』 ファーフナー /『ジークフリート』ファーフナー
- ベートーヴェン『フィデリオ』ロッコ
- モーツァルト『後宮からの逃走』オスミン

### ベーメの係わった初演
- ハインリヒ・ズーターマイスター『ロメオとジュリエット』（1942） 『魔法の島』（1942）
- ヴェルナー・エック『アイルランドの伝説』(1955)
- ロルフ・リーバーマン『女の学校』 (1957)
- 尹伊桑『沈清』（1972）